# Kowŏn-gun
Kowŏn-gun (koreanska: 고원군) är en kommun i Nordkorea.   Den ligger i provinsen Hamnam, i den centrala delen av landet, 130 km öster om huvudstaden Pyongyang.